# Delta Galil Industries

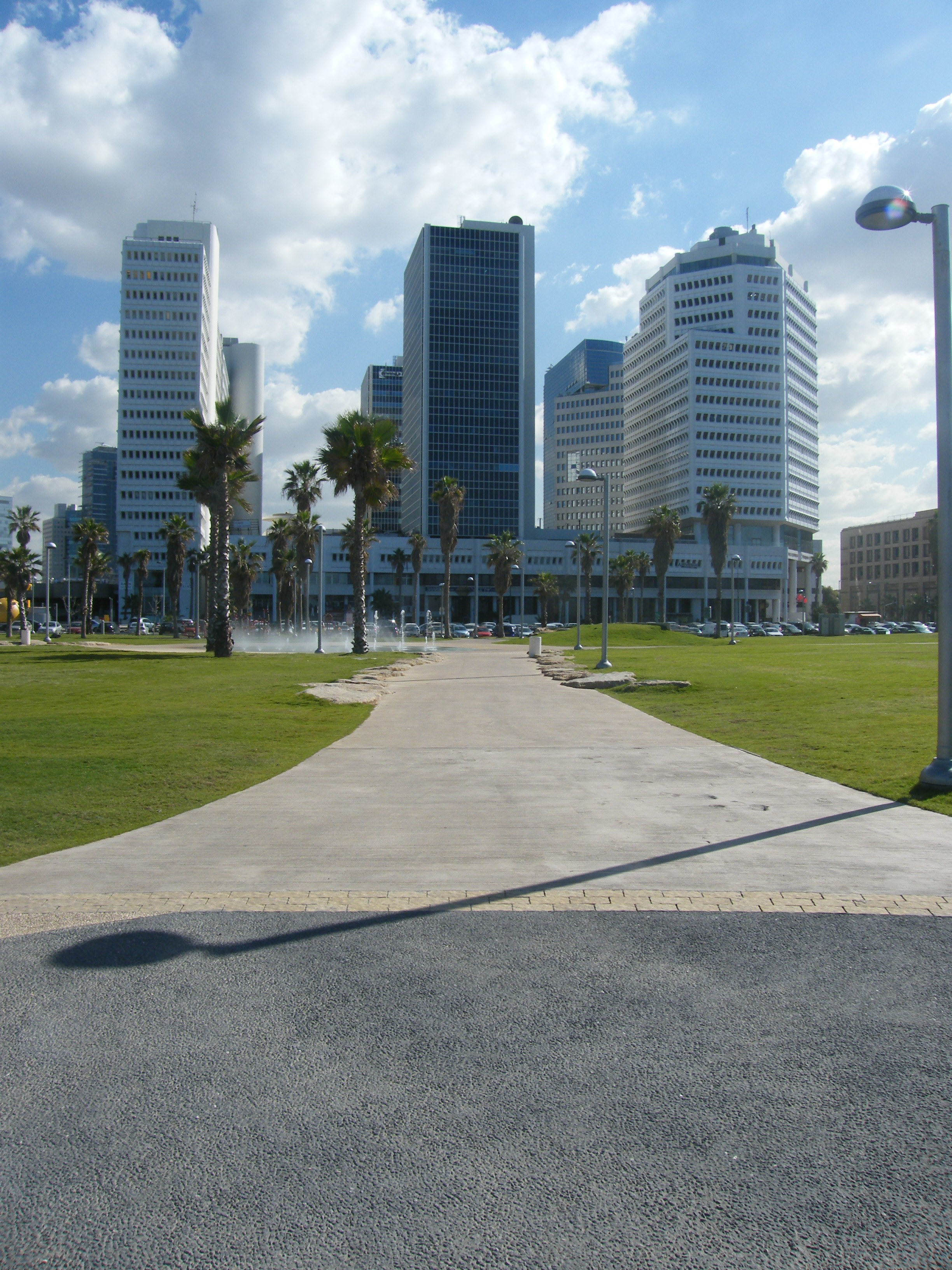
Cuartel general en Tel Aviv.

Delta Galil Industries (en hebreo: דלתא גליל תעשיות) es una empresa textil israelí con sede en Tel Aviv con plantas en todo el mundo. El propietario es el ganador del premio Israel Dov Lautman. Delta Galil Industries tuvo una facturación anual de más de 1.079 millones de dólares americanos (en 2015).
Delta Galil Industries es un fabricante y comercializador de productos de ropa para hombres, mujeres y niños. La empresa fue fundada en 1975. Industrias Delta produce ropa interior masculina y femenina, sujetadores, calcetines, ropa de bebé, ropa de ocio, ropa de dormir, tejidos de punto, cintas elásticas y adornos.
Entre sus clientes se encuentran, entre otros las marcas; Marks & Spencer, Target, Wal-Mart, Kmart, J.C. Penney, Calvin Klein, Nike, Hugo Boss y Pierre Cardin. Delta Galil también vende sus productos bajo marcas como; Wilson, Maidenform, Nicole Miller, Barbie, Adidas, Puma SE, Nike Inc., Spalding, Reebok y Tommy Hilfiger.
Delta Galil emplea a unas 10.000 personas en todo el mundo. En el primer informe de Responsabilidad Corporativa Global de la compañía, Delta estableció metas para reducir la cantidad de agua, energía y residuos consumidos por sus fábricas en todo el mundo. Planea basar el 10% de su producción en materiales respetuosos con el medio ambiente para el 2012, frente al 7,2% actual. La compañía también se ha comprometido a una reducción del 10% en el uso del agua, una reducción del 5% en el consumo de energía y un crecimiento del 5% en las tasas de reciclaje para 2015. La marca Ecolife de la compañía es el resultado de la I+D para producir ropa que utiliza menos energía en el lavado y el secado. Las prendas se pueden lavar en agua fría y duran más. Delta Galil, tiene operaciones en Egipto, Bulgaria, Tailandia, Estados Unidos, Reino Unido, Jordania, Pakistán, China e India. Delta también emplea a subcontratistas en China, Turquía, Bangladés, Sri Lanka, Indonesia y Vietnam.